# Гвајана на Олимпијским играма
Гвајана се као самостална учесница први пут појавила на Олимпијским играма 1968. године, пре тога је у периоду од 1948. до 1964. године учествовала на олимпијадама као део екипе Британске Гвајане.
На Зимским олимпијским играма Гвајана није никада учествовала.
Гвајански представници су закључно са Олимпијским играма одржаним 2008. године у Пекингу су освојили једну медаљу, бронзану, на играма одржаним 1980. године у Москви.
Национални олимпијски комитет Гвајане (Guyana Olympic Association) је основан 1935. а признат је од стране Међународног олимпијског комитета 1948. године.

## Медаље

### Освојене медаље на ЛОИ
| Учешће и освојене медаље Гвајане на ЛОИ |                                 |                                 |                                 |                                 |                                 |                                 |                                 |                                 |                                 |                                 |
| ЛОИ                                     | Носилац заставе                 | Учешће                          | Муш.                            | Жене                            | спорт.                          | Злато                           | Сребро                          | Бронза                          | Укупно                          | Ранг                            |
| 1948. Лондон                            | Као део екипе Британске Гвајане | Као део екипе Британске Гвајане | Као део екипе Британске Гвајане | Као део екипе Британске Гвајане | Као део екипе Британске Гвајане | Као део екипе Британске Гвајане | Као део екипе Британске Гвајане | Као део екипе Британске Гвајане | Као део екипе Британске Гвајане | Као део екипе Британске Гвајане |
| 1952. Хелсинки                          | Као део екипе Британске Гвајане | Као део екипе Британске Гвајане | Као део екипе Британске Гвајане | Као део екипе Британске Гвајане | Као део екипе Британске Гвајане | Као део екипе Британске Гвајане | Као део екипе Британске Гвајане | Као део екипе Британске Гвајане | Као део екипе Британске Гвајане | Као део екипе Британске Гвајане |
| 1956. Мелбурн и Стокхолм                | Као део екипе Британске Гвајане | Као део екипе Британске Гвајане | Као део екипе Британске Гвајане | Као део екипе Британске Гвајане | Као део екипе Британске Гвајане | Као део екипе Британске Гвајане | Као део екипе Британске Гвајане | Као део екипе Британске Гвајане | Као део екипе Британске Гвајане | Као део екипе Британске Гвајане |
| 1960. Рим                               | Као део екипе Британске Гвајане | Као део екипе Британске Гвајане | Као део екипе Британске Гвајане | Као део екипе Британске Гвајане | Као део екипе Британске Гвајане | Као део екипе Британске Гвајане | Као део екипе Британске Гвајане | Као део екипе Британске Гвајане | Као део екипе Британске Гвајане | Као део екипе Британске Гвајане |
| 1964. Токио                             | Као део екипе Британске Гвајане | Као део екипе Британске Гвајане | Као део екипе Британске Гвајане | Као део екипе Британске Гвајане | Као део екипе Британске Гвајане | Као део екипе Британске Гвајане | Као део екипе Британске Гвајане | Као део екипе Британске Гвајане | Као део екипе Британске Гвајане | Као део екипе Британске Гвајане |
| 1968. Мексико Сити                      |                                 |                                 |                                 |                                 |                                 | 0                               | 0                               | 0                               | 0                               |                                 |
| 1972. Минхен                            |                                 |                                 |                                 |                                 |                                 | 0                               | 0                               | 0                               | 0                               |                                 |
| 1976. Монтреал                          | Гвајана није учествовала        | Гвајана није учествовала        | Гвајана није учествовала        | Гвајана није учествовала        | Гвајана није учествовала        | Гвајана није учествовала        | Гвајана није учествовала        | Гвајана није учествовала        | Гвајана није учествовала        | Гвајана није учествовала        |
| 1980. Москва                            |                                 |                                 |                                 |                                 |                                 | 0                               | 0                               | 1                               | 1                               |                                 |
| 1984. Лос Анђелес                       |                                 |                                 |                                 |                                 |                                 | 0                               | 0                               | 0                               | 0                               |                                 |
| 1988. Сеул                              |                                 |                                 |                                 |                                 |                                 | 0                               | 0                               | 0                               | 0                               |                                 |
| 1992. Барселона                         |                                 |                                 |                                 |                                 |                                 | 0                               | 0                               | 0                               | 0                               |                                 |
| 1996. Атланта                           |                                 |                                 |                                 |                                 |                                 | 0                               | 0                               | 0                               | 0                               |                                 |
| 2000. Сиднеј                            |                                 |                                 |                                 |                                 |                                 | 0                               | 0                               | 0                               | 0                               |                                 |
| 2004. Атина                             |                                 |                                 |                                 |                                 |                                 | 0                               | 0                               | 0                               | 0                               |                                 |
| 2008. Пекинг                            |                                 |                                 |                                 |                                 |                                 | 0                               | 0                               | 0                               | 0                               |                                 |
| 2012. Лондон                            |                                 |                                 |                                 |                                 |                                 | 0                               | 0                               | 0                               | 0                               |                                 |
| 2016. Рио де Жанеиро                    |                                 |                                 |                                 |                                 |                                 | 0                               | 0                               | 0                               | 0                               |                                 |
| 2020. Токио                             |                                 |                                 |                                 |                                 |                                 |                                 |                                 |                                 |                                 |                                 |
| 2024. Париз                             |                                 |                                 |                                 |                                 |                                 |                                 |                                 |                                 |                                 |                                 |
| 2028. Лос Анђелес                       | предстојећи догађај             |                                 |                                 |                                 |                                 |                                 |                                 |                                 |                                 |                                 |
| 2032. Бризбејн                          | предстојећи догађај             |                                 |                                 |                                 |                                 |                                 |                                 |                                 |                                 |                                 |
| Укупно                                  |                                 |                                 |                                 |                                 |                                 | 0                               | 0                               | 1                               | 1                               |                                 |

### Освајачи медаља на ЛОИ
| Бр. | Медаља | Име          | Игре         | Спорт | Дисциплина | Ж | М |
| --- | ------ | ------------ | ------------ | ----- | ---------- | - | - |
| 1.  |        | Мајкл Ентони | Москва 1980. | Бокс  | Бантам     | − | м |